# José Vela Zanetti

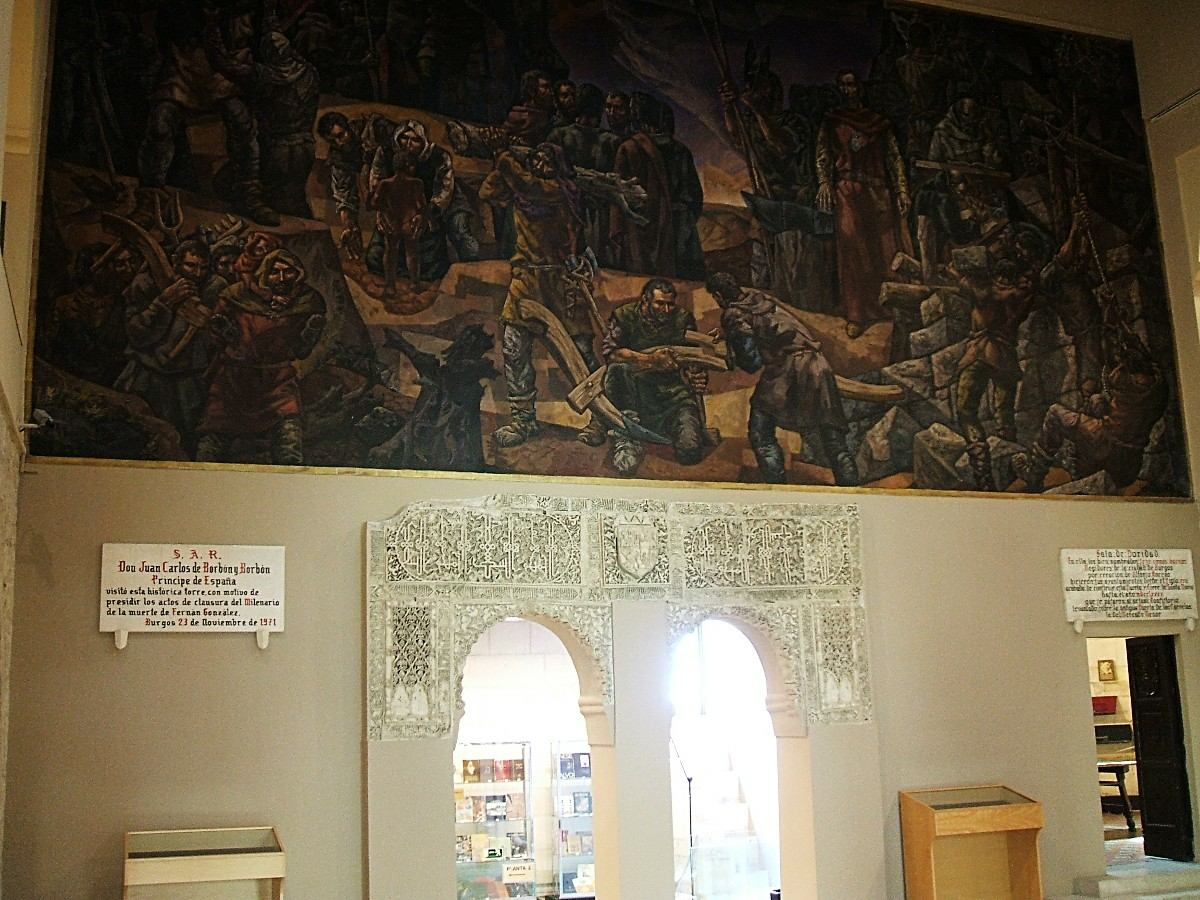
Murale di Zanetti al Museo d'Arte moderna di Santo Domingo

José Vela Zanetti (Milagros, 27 maggio 1913 – Burgos, 4 gennaio 1999) è stato un pittore spagnolo, attivo in Spagna, Repubblica Dominicana e Stati Uniti.

## Biografia

### Primi anni
José Vela Zanetti nacque a Milagros, in Spagna, il 27 maggio 1913. Trascorse la sua infanzia a León e in seguito si trasferì a Madrid, dove studiò con il professore José Ramón Zaragoza. Nel 1931, si tenne a León la sua prima mostra personale. Nel 1933 ricevette una borsa di studio in Italia.
Nel 1936, durante la guerra civile spagnola, il padre di Vela Zanetti è stato giustiziato per le sue convinzioni socialiste. Alla fine della guerra, nel 1939, Vela Zanetti andò in esilio nella Repubblica Dominicana, così come gli artisti Josep Gausachs e Eugenio Granell.

### In Repubblica Dominicana
In Repubblica Dominicana Vela Zanetti ha avuto subito un grande successo. Ha avuto la sua prima mostra personale a Santo Domingo un anno dopo il suo arrivo, e la sua carriera come muralista è fiorita. Vela Zanetti è stato incaricato di dipingere più di 100 murales nel paese, tra cui, a Santo Domingo, opere del Palazzo di Giustizia, della Banca Centrale e della Biblioteca Nazionale. Oltre a lavorare come artista, nel 1945 divenne professore presso la Scuola Nazionale di Belle Arti di Santo Domingo; nel 1949 ne è stato nominato direttore.
Durante la sua permanenza nel paese caraibico visitò inoltre anche Porto Rico, Messico e Colombia.

### A New York
Nel 1951 Vela Zanetti ha vinto una borsa di studio Guggenheim per artisti ispanici. Ha usato la borsa di studio per recarsi a New York dove ha deciso di sospendere il lavoro per alcuni anni. Nel 1953, dipinse la sua opera più famosa, Mankind's Struggle for a Lasting Peace (Lotta dell'umanità per una pace duratura), un murale presso la sede delle Nazioni Unite a New York. Dipinto con una tavolozza di blu e marrone, il lavoro rappresenta gli orrori della guerra e mostra persone che lavorano insieme per ricostruire il mondo.

### Ritorno in Spagna e morte
Nel 1960 tornò a Milagros, dove visse nella sua casa natale. Nei suoi ultimi anni, l'artista si dedicò alla pittura da cavalletto, dipingendo in particolare ritratti, nature morte, paesaggi e opere religiose.
Morì il 4 gennaio 1999, a Burgos, in Spagna, all'età di 85 anni.